# Павленський Петро Андрійович
Петро́ Андрі́йович Павле́нський (рос. Пётр Андре́евич Павле́нский; нар.8 березня 1984, Ленінград, РРФСР) — російський художник-акціоніст. Найвідоміші акції: «Шов», «Фіксація», «Туша», «Свобода».

## Життєпис
Навчався в школі № 2, потім у Санкт-Петербурзький художньо-промисловій академії ім. А. Л. Штігліца по класу монументального живопису. На 4 курсі академії додатково поступив на освітню програму фонду «Про Арте». Обидва навчальні заклади не завершив, адже це суперечило його переконанням. Співпрацював з музеєм політичної історії Росії.

## Творчість
«Шов»
Перша акція Петра Павленського була проведена 23 червня 2012 року на підтримку затриманих учасниць колективу Pussy Riot, над якими в цей час проходив судовий процес у Москві. Зашивши собі рот ниткою, художник стояв в одиночній акції протесту напроти Казанського собору у м. Санкт-Петербург, тримаючи в руках плакат з написом: «Акція Pussy Riot була переграванням знаменитої акції Ісуса Христа (Мф. 21: 12-13)».
«Туша»
3 травня 2013 року Петро Павленський провів художню акцію, направлену на критику репресивної політики влади в Російській Федерації. Акція отримала назву «Туша» . Асистенти художника принесли оголеного, обплетеного колючим дротом, Павленського до входу в будівлю Законодавчих зборів Санкт-Петербурга. Під час акції художник лежав у «коконі» з колючого дрота нерухомо та ніяк не реагував на репліки і дії сторонніх осіб. Поліцейські вивільнили його з дроту за допомогою садових ножиць.
«Фіксація»

10 листопада 2013 року на Красній площі Петро Павленський прибив свою калитку цвяхом до кам'яної бруківки. Цю акцію художник присвятив Дню поліції в РФ. Акція була виконана в безпосередній близькості до патрулів поліції, що зумовило швидке реагування правоохоронців. Поліцейські, що прибули на місце акції накрили художника простирадлом, до приїзду швидкої допомоги. За словами Павленського, задачами його акцій — є поставити правоохороні органи в «глухий кут». Так сталося і цього разу. В заяві Паленського, в якій він пояснив сенс акції, сказано: 
Голый художник, смотрящий на свои прибитые к кремлёвской брусчатке яйца, — метафора апатии, политической индифферентности и фатализма современного российского общества
«Свобода»

Раннього ранку 23 лютого 2014 року на Мало-Конюшному мосту в Петербурзі була проведена групова акція під назвою «Свобода» в підтримку київського Євромайдану. Акція «Свобода» була висловлюванням про політику колективного звільнення, тому й відмінною рисою від інших акцій Петра Павленського стало те, що вона була колективною. Метафоричним було і місце проведення акції. Міст, на думку художника, є метафорою Майдану, революції: 
Мосты горят, и назад дороги уже нет. Я говорил о том, что происходило на Украине. Майдан — мосты сгорели, назад уже не было дороги. Произошел государственный переворот. Мост — это метафора.
Акція тривала близько 20 хвилин і була звершена під час праці пожежників. Одразу після того, як вогонь загасили, на місце прибули поліцейські і затримали трьох акціоністів, серед яких знаходився Петро Павленський.
«Відділення»
19 жовтня 2014 року Петро Павленський, сидячи оголенним на даху інституту психіатрії ім. Сербського в Москві, відрізав собі мочку правого вуха. Після того, як поліція спустила художника на землю, він був відправлений в психіатричне відділення лікарні. Художник заявив, що акція є протестом проти використання психіатрії в політичних цілях.
«Погроза»

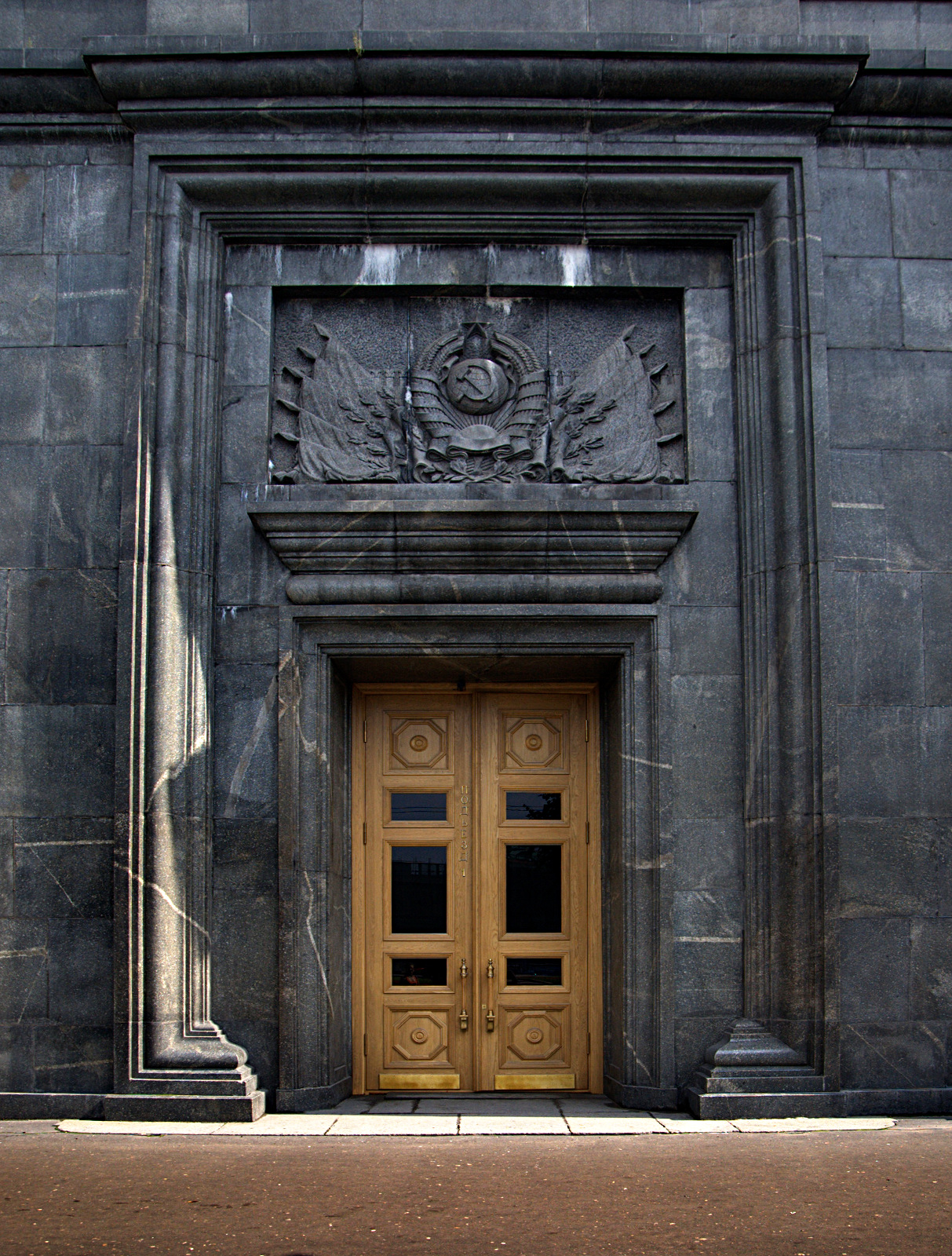
Двері першого під'їзду, підпалені Павленським.

9 листопада 2015 року близько першої години ночі за московським часом Павленський підійшов до першого під'їзду будівлі органів держбезпеки на Луб'янці, облив вхідні двері бензином з каністри і підпалив запальничкою. Двері будівлі частково обгоріли. Поліція затримала художника та журналістів. Павленський спроб сховатися не робив. Через кілька годин після акції в інтернеті з'явилося відео підпалу з поясненням сенсу акції. За словами Павленського, акція називається «Палаючі двері Луб'янки». Того ж дня у відношенні Павленського порушено кримінальну справу за ч. 2 ст. 214 КК РФ «Вандалізм». 10 листопада 2015 в Таганському районному суді Павленський заявив: «Я хочу, щоб моя справа була перекваліфікована на статтю тероризм.» Свою вимогу Павленський обґрунтував тим, що саме за цією статтею судили по сфабрикованій справі захоплених російськими силовиками українців Олега Сенцова і Олександра Кольченко.
На думку галериста Марата Гельмана, в акції Павленського «очевидна символіка: двері Луб'янки — це ворота пекла, вхід у світ абсолютного зла. І на тлі пекельного полум'я стоїть самотній художник, чекаючи, поки його схоплять… Постать Павленського у охопленій полум'ям двері ФСБ — дуже важливий для нинішньої Росії символ, і політичний, і художній».